# Славково (Смоленская область)
Славково — деревня в Смоленской области России, в Дорогобужском районе. Население — 15 жителей (2007 год). Расположена в центральной части области в 22 км к востоку от Дорогобужа, у автодороги Р134 «Старая Смоленская дорога» Смоленск — Дорогобуж — Вязьма — Зубцов. Входит в состав Васинского сельского поселения.

## История
Известно как минимум с 1662 года (как деревня). В 1789 году князь К. С. Друцкий-Соколинский построил в деревне церковь Покрова (не сохранилась) и Славково стало селом. В 1812 году в деревне останавливался Наполеон. Земская школа была открыта в 1890 году. На рубеже XIX — XX веков деревня село Славково славилось производством деревянной посуды. В 1904 году — 170 жителей. В своё время селом владели: Станкевичи, Зенковичи, Швыйковские, Азанчеевы, кн. Друцкие-Соколинские, Дуровы, Черевины.